# Molophilus proximus
Molophilus proximus är en tvåvingeart som beskrevs av Mendl 1979. Molophilus proximus ingår i släktet Molophilus och familjen småharkrankar. Inga underarter finns listade i Catalogue of Life.